# Jim Bedient
| 188534 Mauna Kea    | 15 settembre 2004 |
| 268242 Pebble       | 4 maggio 2005     |
| 367732 Mikesimonsen | 4 maggio 2005     |

Jim Bedient (...) è un astronomo statunitense.
Dopo una breve esperienza tra il 1982 e il 1984 nell'esercito statunitense, intraprende una carriera come controllore di volo. Parallelamente al lavoro, prosegue negli studi ottenendo nel 1999 il diploma in scienze, nel 2004 un certificato universitario in astrofisica e nel 2012 il baccellierato in scienze. 
Il Minor Planet Center gli accredita la scoperta di sette asteroidi, effettuate tra il 2004 e il 2005, in parte in collaborazione con Jana Pittichová.